# Zavjet hrvatskog branitelja
Zavjet hrvatskog branitelja je hrvatski dokumentarni film iz 2011. godine autora Ante Marića koji je snimila ekipa Dokumentarnog programa HTV-a.
"Zavjet hrvatskog branitelja" prinosi rasvjetljavanju istine o ratu u BiH. Kronološkim pripovijedanjem prikazuje životni i ratni put hrvatskog dragovoljca Josipa Vidovića iz Rame koji je nakon zavjeta svetom Jakovu u Fojnici 1991. stupio u I. gardijsku brigadu Tigrove da bi branio Hrvatsku od srpske agresije. Film sadrži živa osobna svjedočanstva, izvorne snimke ratnog puta središnjeg lika filma i njegovih suboraca te članova njegove obitelji u razdoblju 1991. do 1994. godine. U filmu su borbene akcije na posavskom i istočnoslavonskom bojištu, stradanja hrvatskog puka i zločini muslimanskih postrojbi u Rami u selu Ljubuncima zaseoku Jurićima 18. lipnja 1993. na blagdan Presvetog Srca Isusova i u Uzdolu 14. rujna 1993. na blagdan Uzvišenja svetog Križa. Ta dva sela bila su izravno ugrožena iz utvrđenih Hera, sela na glasu kao jako muslimansko uporište iz koje su kretale naoružane skupine za odmazdu. Slike rodnog mjesta kako je zapaljeno potakle su glavnog junaka filma da se s ratišta u Hrvatskoj vrati u BiH, gdje mu se u obrani zavičaja pridružio i maloljetni brat Radovan.
Pripovijest se nastavlja nakon rata. Vidović je poslije mnogih bojišnica nastavio sa zavjetnim hodočašćima pa je propješačio put od Zagreba do Međugorja i tri puta do Bleiburga i priprema hodočašće u Jasenovac.